# Walter Leitsch
Walter Leitsch (* 26. März 1926 in Wien; † 22. Februar 2010 ebenda) war ein österreichischer Historiker und von 1965 bis 1996 ordentlicher Professor für Geschichte am Institut für Osteuropäische Geschichte der Universität Wien.

## Leben
Leitsch musste mit seiner Familie Österreich infolge des Anschlusses an das Deutsche Reich 1938 verlassen, da sein Vater Jude war. Die Familie floh nach Estland und wurde nach Kriegsausbruch in ein Lager in Kasachstan deportiert, wo der Vater starb. Walter Leitsch und seine Mutter kehrten erst 1947 nach Wien zurück. In Wien holte Leitsch die Matura nach und studierte von 1949 bis 1954 Geschichte und Slawische Philologie an der Universität Wien. Ebenso absolvierte er von 1953 bis 1956 den Lehrgang am Institut für Österreichische Geschichtsforschung.
1965 wurde er auf den Lehrstuhl für osteuropäische Geschichte berufen, welchen er bis 1996 innehatte. Seit 1989 war er wirkliches Mitglied der Österreichischen Akademie der Wissenschaften, seit 2001 Mitglied der Polnischen Akademie der schönen Künste in Krakau. 2004 wurde Leitsch das Goldene Doktordiplom der Universität Wien verliehen. Er wurde im Familiengrab auf dem Friedhof der Feuerhalle Simmering bestattet (Abteilung E13, Gruppe 1, Nummer 598).